# Hyposcada beatesiana
Hyposcada beatesiana is een vlinder uit de familie Nymphalidae. De wetenschappelijke naam van de soort is voor het eerst geldig gepubliceerd in 1937 door Felix Bryk.